# 신명철
신명철(申命澈, 1978년 8월 6일 ~ )은 전 KBO 리그 KT 위즈의 내야수이자, 전 KBO 리그 KT 위즈의 2군 타격코치이다.

## 선수 시절

### 아마추어 시절
1997년에 고졸우선 지명을 받은 뒤 연세대 체육교육학과 재학 시절 뛰어난 타격과 안정된 수비로 국가대표팀에 선출됐다. 방콕 아시안 게임에 참가해 금메달을 획득했다.

### 롯데 자이언츠시절
연세대학교를 졸업하고 2001년에 입단했으나 아마추어 때만큼의 실력을 보여주지 못했는데 2003년 2004년 롯데가 2년 연속 플로리다 교육리그 참가할 당시 2년 연속으로 참가한 유일한 선수였다. 시즌 종료 후 2006년 11월 21일 당시 삼성 라이온즈의 투수였던 강영식을 상대로 트레이드됐다.

### 삼성 라이온즈시절
2009년에 내야수 김상수와의 경쟁으로 인해 첫 두 자리수 홈런을 기록하는 등 기량이 늘었고 2009년에 강봉규와 함께 그 해 9월 23일에 20-20 클럽에 이름을 올리며 유종의 미를 거뒀다. 이 때 당시 타격코치였던 나가시마의 조련도 받아 타격감도 높였다. 그러나 2011년부터 내리막길을 걷기 시작했고, 2013 시즌 후 구단에 방출을 요청해 팀을 떠났다.

### KT 위즈시절
팀의 초대 주장으로 선임됐으나, 성적 부진 및 기량 저하로 인해 은퇴했다.

## 야구선수 은퇴 후
2016년부터 KT 위즈의 잔류군 야수코치로 활동했다.

## 별명
- 그가 타석에 나오면 투수가 실투를 하거나 수비수가 실책을 자주 하는 편이고, 그의 등장 음악인 아이비의 '유혹의 소나타'에 빗대 일부 팬들은 그가 투수나 수비수를 유혹시켜서 그런 거라며 그를 '유혹의 명철신'으로 불렀다.

## 출신 학교
- 용지초등학교
- 마산동중학교
- 마산고등학교
- 연세대학교

## 등번호
- '4' (2001년 ~ 2003년 - 롯데 자이언츠)
- '14' (2004년 ~ 2006년 - 롯데 자이언츠, 2007년 ~ 2013년 - 삼성 라이온즈)
- '35' (2014년 ~ 2015년 - KT 위즈)

## 통산 기록
| 연도 | 소속   | 경기 | 타수 | 득점 | 안타 | 2루타 | 3루타 | 홈런 | 타점 | 도루 | 희생타 | 4구 | 사구 | 삼진 | 병살타 | 실책 | 타율  | 장타율 | 출루율 |
| ---- | ------ | ---- | ---- | ---- | ---- | ----- | ----- | ---- | ---- | ---- | ------ | --- | ---- | ---- | ------ | ---- | ----- | ------ | ------ |
| 2001 | 롯데   | 28   | 33   | 6    | 5    | 1     | 0     | 0    | 5    | 1    | 0      | 2   | 0    | 8    | 1      | 2    | 0.152 | 0.182  | 0.200  |
| 2002 | 롯데   | 81   | 127  | 12   | 26   | 4     | 2     | 2    | 10   | 7    | 3      | 4   | 0    | 35   | 0      | 6    | 0.205 | 0.315  | 0.227  |
| 2003 | 롯데   | 101  | 271  | 31   | 67   | 11    | 3     | 6    | 33   | 3    | 11     | 13  | 1    | 52   | 1      | 10   | 0.247 | 0.376  | 0.283  |
| 2004 | 롯데   | 54   | 140  | 18   | 37   | 6     | 2     | 0    | 9    | 6    | 5      | 11  | 1    | 31   | 3      | 2    | 0.264 | 0.336  | 0.322  |
| 2005 | 롯데   | 116  | 344  | 47   | 88   | 16    | 3     | 5    | 33   | 21   | 26     | 25  | 3    | 79   | 5      | 5    | 0.256 | 0.363  | 0.311  |
| 2006 | 롯데   | 73   | 166  | 14   | 29   | 6     | 1     | 0    | 9    | 5    | 11     | 8   | 0    | 40   | 2      | 4    | 0.175 | 0.223  | 0.211  |
| 2007 | 삼성   | 126  | 416  | 43   | 105  | 20    | 2     | 5    | 31   | 19   | 25     | 27  | 3    | 68   | 11     | 12   | 0.252 | 0.346  | 0.301  |
| 2008 | 삼성   | 97   | 244  | 29   | 45   | 8     | 0     | 1    | 17   | 9    | 13     | 19  | 2    | 32   | 7      | 5    | 0.184 | 0.230  | 0.244  |
| 2009 | 삼성   | 124  | 423  | 71   | 123  | 17    | 2     | 20   | 61   | 21   | 13     | 48  | 1    | 72   | 10     | 4    | 0.291 | 0.482  | 0.362  |
| 2010 | 삼성   | 125  | 397  | 56   | 111  | 22    | 1     | 9    | 57   | 20   | 19     | 56  | 4    | 82   | 14     | 13   | 0.280 | 0.408  | 0.369  |
| 통산 | 10시즌 | 925  | 2561 | 327  | 636  | 111   | 16    | 48   | 265  | 112  | 126    | 213 | 15   | 499  | 54     | 63   | 0.248 | 0.360  | 0.310  |